# Geszti Jóska
Geszti Jóska (más változatok szerint: Geszten vagy Gesztely) hírhedt betyár volt a Nyírségben a 19. század közepén, számos betyármonda és ponyva könyv antihőse.
Akkora hírnévre tett szert, hogy az országosan ismert betyárdalok, betyárballadák közül sokat az ő nevével énekeltek.
Például: 
Esik eső jaj de szépen csepereg
Geszten Jóska a csárdába kesereg
Ki-ki megyen meg bemegy a szobába
Ráborul a csaplárosné vállára…
Gazdag mondakör szól róla, de életének tényeiről keveset lehet tudni. A Borovszky-féle sorozatban megjelent Szabolcs vármegyei kötet ismerteti Geszti Jóska perét. A perben nevezetes esemény volt, amikor egy 1847-es szembesítésen Geszti rablótársa Zsíros Pista szemébe mondta viselt tetteit, minek hatására „az oroszlán erejü Gesztely József mielőtt észrevette volna a nemes bíróság, lecsavarítva kezéről a vasat, úgy ütötte arczul czinkostársát, hogy lebukott előtte”. Az 1848–49-es forradalom és szabadságharc idején fogságból szabadult és harcolt az osztrák császár ellen. Az 1850-es évek elején azonban újra elfogták. A nagykállói várbörtönből megszökött, de lelőtték. Ennek idejét egy népballada elfogatásánál évtizedekkel későbbre, 1881-re teszi.
1924-es nyírségi látogatása során Móricz Zsigmond a feljegyzések szerint sokat érdeklődödtt Geszten Jóska iránt: a hallottak valószínűleg beépültek 1936-ban megjelent Betyár című regényébe.